# Louisa Motha
Louisa Motha (Motala Heights, Durban, 1977) es una activista sudafricana, coordinadora de Abahlali baseMjondolo desde 2004 en la comunidad de Motala Heights donde vive.

## Trayectoria
Motha nació y vive en Motala Heights, uno de los asentamientos irregulares en Pinetown, cerca de la ciudad de Durban en Sudáfrica. Se hizo amiga de su compañera activista Shamita Naidoo, a pesar de sus diferentes antecedentes, cuando se encontraron lavando su ropa en el río.
Es conocida principalmente por organizar manifestaciones contra los desalojos y fue una gran crítica de la Ley de supresión y prevención de resurgimiento de asentamientos informales de KwaZulu-Natal de 2007. También comenzó un grupo de jardinería para mujeres llamado Motola Diggers.